# Lijst van afleveringen van Pair of Kings
Dit is een lijst van afleveringen van de televisieserie Pair of Kings.

## Seizoensoverzicht
| Seizoen | Aantal afleveringen | Uitzenddatum      | Uitzenddatum     |
| Seizoen | Aantal afleveringen | Begin             | Einde            |
| ------- | ------------------- | ----------------- | ---------------- |
| 1       | 20                  | 10 september 2010 | 2 mei 2011       |
| 2       | 25                  | 13 juni 2011      | 16 april 2012    |
| 3       | 22                  | 18 juni 2012      | 18 februari 2013 |

## Seizoen 1: 2010-2011
Opmerkingen
- Kelsey Chow en Geno Segers zijn elk vier afleveringen afwezig.
- De eerste aflevering op Disney Channel was op 10 september 2010, op Disney XD was deze op 22 september 2010.

| Nr. in serie | Nr. in seizoen | Titel                                                                 | Eerste uitzenddatum |
| ------------ | -------------- | --------------------------------------------------------------------- | ------------------- |
| 1            | 1              | Return of the Kings (Komst Van De Koningen)                           | 10 september 2010   |
| 2            | 2              | Beach Bully Bingo (Strand Pesten Bingo)                               | 22 september 2010   |
| 3            | 3              | A Mermaid's Tail (Maikayla Is Een Zeemeermin)                         | 29 september 2010   |
| 4            | 4              | Where the Wild Kings Are (Ze Werden de wilde koningen)                | 6 oktober 2010      |
| 5            | 5              | Big Kings on Campus (Terug Op School)                                 | 13 oktober 2010     |
| 6            | 6              | The Brady Hunch (Het Brady Voorgevoel)                                | 20 oktober 2010     |
| 7            | 7              | Junga Ball (Junga Ball)                                               | 27 oktober 2010     |
| 8            | 8              | Revenge of the Mummy (Wraak van de mummie)                            | 8 november 2010     |
| 9            | 9              | Oh Brother, Where Arr Thou? (O Broertje, waar ben je?)                | 15 november 2010    |
| 10           | 10             | No Kings Allowed (Geen Koningen Toegestaan)                           | 22 november 2010    |
| 11           | 11             | Pair of Jokers (Twee Grappenmakers)                                   | 29 november 2010    |
| 12           | 12             | Pair of Prom Kings (Twee Feestkoningen)                               | 17 december 2010    |
| 13           | 13             | Tone Deaf Jam (ToonDoofJam)                                           | 17 december 2010    |
| 14           | 14             | The Bite Stuff (De Beet Spullen)                                      | 17 januari 2011     |
| 15           | 15             | Brady Battles Boo-Mer (Brady is bang voor spoken)                     | 24 januari 2011     |
| 16           | 16             | The King and Eyes (De koning en de ogen)                              | 31 januari 2011     |
| 17           | 17             | The Kings Beneath My Wings (De Koningen Onder Mijn Vleugels)          | 7 februari 2011     |
| 18           | 18             | Fight School (Vecht School)                                           | 18 april 2011       |
| 19           | 19             | The Trouble With Doubles (De Problemen Met Dubbelspel)                | 25 april 2011       |
| 20           | 20             | Journey to the Center of Mt. Spew (Boomer Wil Weten Wie De Oudste Is) | 2 mei 2011          |

## Seizoen 2: 2011-2012
Opmerkingen
- Geno Segers is afwezig voor zes afleveringen.
- Dit is het laatste seizoen met Mitchel Musso.

| Nr. in serie | Nr. in seizoen | Titel                              | Eerste uitzenddatum |
| ------------ | -------------- | ---------------------------------- | ------------------- |
| 21           | 1              | Kings of Legend (Part 1)           | 13 juni 2011        |
| 22           | 2              | Kings of Legend (Part 2)           | 20 juni 2011        |
| 23           | 3              | Good King Hunting                  | 27 juni 2011        |
| 24           | 4              | Dinner for Squonks                 | 11 juli 2011        |
| 25           | 5              | Kings of Thieves                   | 18 juli 2011        |
| 26           | 6              | An Ice Girl for Boomer             | 25 juli 2011        |
| 27           | 7              | Pair of Geniuses                   | 1 augustus 2011     |
| 28           | 8              | How I Met Your Brother             | 8 augustus 2011     |
| 29           | 9              | The One About Mikayla's Friends    | 22 augustus 2011    |
| 30           | 10             | Do Over                            | 26 september 2011   |
| 31           | 11             | Big Mama Waka                      | 3 oktober 2011      |
| 32           | 12             | Sleepless in the Castle            | 17 oktober 2011     |
| 33           | 13             | Pair of Clubs                      | 24 oktober 2011     |
| 34           | 14             | The Cheat Life of Brady and Boomer | 21 november 2011    |
| 35           | 15             | The Ex Factor                      | 28 november 2011    |
| 36           | 16             | Pair of Santas                     | 5 december 2011     |
| 37           | 17             | No Rhyme or Treason                | 23 januari 2012     |
| 38           | 18             | Mr. Boogey Shoes                   | 30 januari 2012     |
| 39           | 19             | The Young and the Restless         | 6 februari 2012     |
| 40           | 20             | Let the Clips Show                 | 13 februari 2012    |
| 41           | 21             | Crouching Brady, Hidden Boomer     | 19 maart 2012       |
| 42           | 22             | Beach Party Maggot Massacre        | 26 maart 2012       |
| 43           | 23             | Make Dirt, Not War                 | 2 april 2012        |
| 44           | 24             | Cooks Can Be Deceiving             | 9 april 2012        |
| 45           | 25             | The Evil King                      | 16 april 2012       |

## Seizoen 3: 2012-2013
Opmerkingen
- Op 12 december 2011 werd bekendgemaakt dat Pair of Kings een derde seizoen zou krijgen.
- Adam Hicks vervoegt in het derde seizoen de cast en neemt de plaats in van Mitchel Musso, die niet terugkeert.

| Nr. in serie | Nr. in seizoen | Titel                                             | Eerste uitzenddatum |
| ------------ | -------------- | ------------------------------------------------- | ------------------- |
| 46           | 1              | The New King, Part 1: Destiny's Child             | 18 juni 2012        |
| 47           | 2              | The New King, Part 2: The Bro-fessor and Mary Ann | 25 juni 2012        |
| 48           | 3              | Two Kings and a Devil Baby                        | 2 juli 2012         |
| 49           | 4              | Fatal Distraction                                 | 9 juli 2012         |
| 50           | 5              | Wet Hot Kinkowan Summer                           | 16 juli 2012        |
| 51           | 6              | O Lanada                                          | 23 juli 2012        |
| 52           | 7              | Heart and Troll                                   | 30 juli 2012        |
| 53           | 8              | I Know What You Did Last Sunday                   | 10 september 2012   |
| 54           | 9              | Lord of the Fries                                 | 17 september 2012   |
| 55           | 10             | Dancing With the Scars                            | 24 september 2012   |
| 56           | 11             | I'm Gonna Git You, Sponge Sucka                   | 1 oktober 2012      |
| 57           | 12             | Bond of Brothers                                  | 8 oktober 2012      |
| 58           | 13             | King vs. Wild                                     | 15 oktober 2012     |
| 59           | 14             | Inconvenient Tooth                                | 22 oktober 2012     |
| 60           | 15             | The Oogli Stick                                   | 29 oktober 2012     |
| 61           | 16             | Thumb & Thumber                                   | 5 november 2012     |
| 62           | 17             | Loathe Potion No. 9                               | 26 november 2012    |
| 63           | 18             | Yeti, Set, Snow                                   | 3 december 2012     |
| 64           | 19             | Mysteries of Kinkow                               | 4 februari 2013     |
| 65           | 20             | Meet the Parents                                  | 11 februari 2013    |
| 66           | 21             | Long Live The Kings Part 1                        | 18 februari 2013    |
| 67           | 22             | Long Live The Kings Pt. 2                         | 18 februari 2013    |